# Gebhardt Xavér Ferenc
Gebhardt Xavér Ferenc (Paks, 1791. január 23. – Pest, 1869. október 27.) orvos, egyetemi tanár; a Magyar Tudományos Akadémia tagja (1830).

## Pályája
Gebhardt József kereskedő és Stiglitz Terézia fia. Felesége Muzsik Jozefa, akitől hét gyermeke született. A középiskolai tanulmányait Mosonmagyaróváron és Budán végezte. Iskolái után a bölcseletet Szegeden, az orvosi tudományokat a pesti egyetemen végezte, ahol 1814-ben orvosi oklevelet szerzett. Ezután Bécsben Hildenbrand, Kern és Boër előadásait hallgatta. Pestre visszatérve, 1815. november 1-étől dr. Bene Ferenc mellett asszisztens, 1816-ban az orvosi kar tagja és 1818-ban jegyzője lett. 1820–1824 között  a gyógyszertan helyettes tanára, ő vezette a sebészek számára rendelt belgyógyászati gyakorlatokat, majd a belgyógyászat rendes tanárává nevezték ki. Az orvostudomány magyar nyelvű szakkifejezései kidolgozásának egyik kezdeményezője volt, és ő volt az első, aki tanári székfoglaló beszédét magyarul tartotta (1824. január 10.). Ez évben, 1824-ben megalapította a himlő elleni védekezés intézetét, mely 1850-től a kormány rendeletével Központi Oltóintézet néven igazgatása alatt működött és az ország orvosait térítésmentes oltóanyaggal látta el, – jelentősen csökkentve ezáltal a hazai járványokat. Kortársai ezért „a vaccinatio buzgó és hatalmas apostolának” nevezték. 1830. november 17-én a Magyar Tudományos Akadémia igazgatósága kinevezte rendes tagnak. 1840-ben orvosírói és tanári érdemeiért magyar nemességet nyert. Két ízben volt az orvosi kari dékánja, - 1840-41-ben és 1855-1860 között. 1857-ben királyi tanácsosi címet kapott, és Tolna vármegye táblabírája is volt, később Ferenc József-renddel tüntették ki.
Egyébként 1824-től 1860-ig a belső bajok kór- és gyógytanának nyugalmazott rendes tanára volt.
Cikkei jelentek meg a Tudományos Gyűjteményben (1817. könyvismertetés, 1824. VIII. A tapasztalati orvosi tudománynak méltóságáról és a kezdő orvosnak az orvosi gyakorlására való vezérléséről, tanári székfoglalója), a Magyar Akadémiai Értesítőben (1851–1852. Az ember- és tehénhimlőről), a Zeitschrift für Natur und Heilkunde-ben (1853. I. Leistungen der Central-Impfanstalt zu Pest, Über die Wirksamkeit der k. k. Centralimpfanstalt in Pest in J. 1853.), az Orvosi Hetilapban (1857–1859. Felszólítás az úgynevezett szénakór tárgyában stb.)

## Művei
- Versus: dno Carolo Gindlj, pro onomastico die oblati. Budae. (Magyar szöveggel.)
- Útmutatás az orvosi gyakorlásra, vagy bevezetés a beteg ágya mellett való orvosi tanításra. Pest, 1827.
- A különös orvosi nyavalya és gyógytudomány alapvonaljai. A különös orvosi pathologia és therapia. Pest, 1828–1838. Két kötet.